# Country alternativo
Country alternativo es un término utilizado para describir varios subgéneros de música country que intentan diferenciarse de la corriente mayoritaria o pop de esta. El término se conoce también como alt-country e incluye bandas que incorporan influencias que van desde la música folk, bluegrass, rocanrol, rockabilly, música acústica, americana, honky tonk o punk rock.

## Alt-countryhoy
Algunos de los artistas actuales de alt-country fusionan folk tradicional, americana, gitana, blues, bluegrass, country y rockabilly con punk para crear un estilo original de música bien enraizada en la alt-country pero con un lado menos evidente y más oscuro.
Los instrumentos tradicionales como fiddles, banjos, armónicas, acordeones y mandolinas se mezclan con guitarras eléctricas, baterías potentes y bajos para crear un sonido dinámico y fuerte.
La escena queda además compuesta por músicos y artistas que comparten espacio con bailarines burlescos o circenses, es el caso de bandas como Drive By-Truckers, Woven Hand, Lilium, Slim Cessna's Auto Club, O' Death, Jay Munly, Strawfoot, Reverend Glasseye, Curtis Eller, William Elliott Whitmore, The Handsome Family, Willard Grant Conspiracy y muchas otras.

## Country gótico
El country gótico (a veces llamado gótica americana, gótico sureño, sonido de Denver o country oscuro) es un género musical del country alternativo con raíces en el bluegrass, folk punk, neofolk, freak folk, Outlaw country, country blues, el góspel, la americana, el rock gótico y el post-punk, nacido de la mano de bandas como The Gun Club o Swans.
Las letras del género se centran en temas macabros y sombríos. J.D. Wilkes, líder de la banda Legendary Shack Shakers, describió el country gótico como [adoptar] una perspectiva que considera que hay algo grotesco y hermoso en las tradiciones del sur, el telón de fondo de la vida sureña.
Slim Cessna's Auto Club, formado en 1992, suele abordar temas líricos derivados de la imaginería religiosa del Armagedón, aplicando un enfoque lírico gótico a las canciones de country y góspel, aunque la banda ha negado que sus canciones sean góticas. Al año siguiente, se formó el grupo de country gótico Handsome Family; Andy Fyfe de Mojo los llamó los fantasmales Sonny & Cher de la americana. El crítico de The A.V. Club, Christopher Bahn, comparó su música con una colaboración entre Hank Williams y Edgar Allan Poe.
El álbum American Recordings de Johnny Cash, producida por Rick Rubin, productor conocido por trabajar con artistas de hip hop y heavy metal, fue descrita como una banda con un sonido e imagen de country gótico. Entre versiones de canciones de artistas no country como Depeche Mode, Danzig y Nine Inch Nails, así como canciones tradicionales y de la época de la Segunda Guerra Mundial, la serie de álbumes de Cash se inspiró líricamente en temas inquietantes y desesperanzadores como la muerte y temas religiosos recurrentes en forma de grabaciones de gospel oscuro.
Además existe un colectivo creciente de músicos a lo largo de Estados Unidos que se encuentran más cerca del lado más siniestro creando una subcultura conocida como Gothic Americana. Mucho de este crédito se debe artistas de la escena de Denver de finales de los años 1990 como Woven Hand o 16 Horsepower.